# Зайналов, Арсен Карамитдинович
Арсен Карамитдинович Зайналов (29 апреля 2002, Карабудахкент, Карабудахкентский район, Дагестан, Россия) — российский спортсмен, специализируется по ушу, ранее занимался рукопашным боем. Призёр чемпионата России по ушу. Кандидат в мастера спорта России.

## Спортивная карьера
Уроженец Карабудахкента. Является воспитанником губденской школы ушу, занимается под руководством Магомед-Али Магомедова. В апреле 2018 года в Москве победил на первенстве России по ушу среди юниоров. В мае 2018 года в Москве выиграл первенство Европы по ушу среди юниоров. В конце мая 2021 года в Нижнем Новгороде, уступив в финале Магомедхабибу Шагидову из Дагестана, завоевал серебряную медаль на всероссийских соревнованиях по рукопашному бою. В апреле 2024 года в Москве, уступив в финале Зиявутдин Казакбиев из Дагестана, стал серебряным призёром чемпионата России.Так же является чемпионом первенство Европы и чемпионом первенство России по ушу саньда 

## Спортивные достижения
- Первенство России по ушу среди юниоров 2018 — ;
- Первенство Европы по ушу среди юниоров 2018 — ;
- Чемпионат России по ушу 2024 — ;